# Lepa sela lepo gore
Lepa sela lepo gore (serbo: Лепа села лепо горе) è un film jugoslavo del 1996 diretto da Srđan Dragojević.
La versione internazionale, quella inglese, è intitolata Pretty Village, Pretty Flame (letteralmente Bel villaggio, bella fiamma). Non esiste un titolo italiano in quanto il film non è mai stato tradotto né sottotitolato; una traduzione potrebbe essere I bei villaggi bruciano bene.

## Trama
Questo film parla di due bambini, uno serbo e uno bosniaco, che dopo essere cresciuti insieme, si ritrovano da grandi a combattere l'uno contro l'altro la stessa guerra.